# إسطفانوس

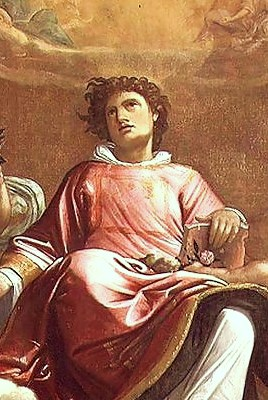
القديس استفانوس (1577-1660)، بريشة جاكومو كافيدوني.

استفانوس أول الشمامسة  هو أول شهيد في المسيحية، اسمه معناه تاج أو اكليل من الزهور وهو مُكرم في المسيحية.

## الحادثة المذكورة عنه والاستشهاد
تاريخ الاستشهاد كان حوالي 34 أو 35 م أي بعد صلب المسيح بفترة قليلة حسب الإصحاح السادس من سفر أعمال الرسل وقد عين من ضمن سبع رجال لخدمة الكنيسة وهم أول سبعة شمامسة في أورشليم.
وسبب الاستشهاد ان اليهود قالوا بشهود زور انه جدف على موسى وعلى الله واخذوه إلى المجمع وقالوا انه قال:" ان المسيح سينقض هذا الهيكل ويغير شرائع موسى فسأله رئيس الكهنة ماذا تقول في هذا فقص عليه قصة العهد القديم من أول إبراهيم حتى سليمان الحكيم باني الهيكل الذي لليهود وقال ان النبوات كلها تنبأت عن المسيح وانكم قتلتم كل الانبياء وأيضاً اسلمتم ابن الإنسان (المسيح) وقتلتوه؛ وقال انا الآن ارى السماء مفتوحة وابن الإنسان جالس عن يمين الله فسدوا آذانهم وأخرجوه خارج المدينة ورجموه وهو يقول يارب لا تقم لهم هذه الخطية.